# M. Nieves Cáceres
Macarena Nieves Cáceres (Lanzarote, Islas Canarias, 1968), conocida como M. Nieves Cáceres,  es una artista visual feminista española cuyos trabajos multidisciplinares abarcan desde la poesía visual, la acción fotográfica y la performance.

## Trayectoria
Cursó sus estudios universitarios en la Universidad de La Laguna, enTenerife. Muy pronto comenzó su trabajo colaborativo como co-promotora y editora de la revista Al-harafish desde 1997. Coordina la edición poética al-harafishedita desde 2004. Colabora con el grupo de profesionales Artemisia Mujeres+Arte. Ha participado en diferentes proyectos de formación y pasantía sobre Mujeres y Desarrollo en México (1997), en Madrid y Nicaragua (1998-1999).
Desde 1992  publica poemas y relatos en revistas literarias y suplementos culturales. Colaboradora de la Agenda erótica femenina, de edición mexicana del Ermitaño, 1988-2001, así como en su Agenda erótica masculina. 2001. Ha dirigido distintos proyectos artísticos y algunos de sus trabajos visuales han sido expuestos en el Centro de Arte Moderno de Quilmes, Argentina, 2001, y, en la VI Bienal de Vídeo y Nuevos Medios de Santiago, Chile, 2003.
Participa en el “Proyecto Picacho”. Intervención plástica en un espacio degradado. Círculo de Bellas Artes de Sta. Cruz de Tenerife, 2003, coordinada  por  Germán  Páez. Destacan algunas intervenciones en el Centro Atlántico de Arte Moderno-CAAM, donde habla de su trabajo creativo en la actividad “Encuentros en la Biblioteca” organizada por la Biblioteca y Centro de Documentación del Centro Atlántico de Arte Moderno-CAAM con  una  intervención  denominada: "Del  Sentimiento Trágico del Arte", y su participación en el proyecto “Leer la colección”, interpretando la serie Siluetas, de Ana Mendieta, 2006.
En 2024 realizó la exposición Urdimbres que, en sus palabras, es «el nudo identitario es el que se nos atraganta por constituir ese algo que nos falta».

## Exposiciones (selección)
- 2002. Esclavas para María. Galería Saro León, Las Palmas de Gran Canaria.
- 2004-05. Soy la Isla. Centro de arte Juan Ismael, Fuerteventura; Convento Santo Domingo, Teguise, Lanzarote.
- 2008. Ello Embebe. Galería Weber-Lutgen, Sevilla.
- 2010. Corpus de Ausencia. Gran Canaria Espacio Digital, Las Palmas de Gran Canaria.
- 2012. ¿Quién acecha tu memoria? Galería Weber-Lutgen, Sevilla.
- 2013. Acaso dije casa: la estirpe como delirio del cuerpo. S/t Espacio Cultural. Las Palmas de Gran Canaria.[5]
- 2017. En orbes de rofe. LocaListmos. Casa de los Coroneles. Fuerteventura.[6]
- 2024. Urdimbres de los sagrado. Casa de Colón. Las Palmas de Gran canaria.[4]
- 2025. El cuerpo enmedio. Sala San Antonio Abad, Centro Atlántico de Arte Moderno, Las Palmas de Gran Canaria.[7][8]

## Publicaciones
- Fluidos de Jade ISBN 978-84-7947-804-9[9]
- Gravitan agujas ISBN 978-84-09-18416-3[10]
- Aquella lluvia ISBN   978-84-125891-2-2
- Me declaro difunta ISBN  978-84-89797-15-4[11]